# Матч звёзд КХЛ 2010
2-й матч всех звёзд Континентальной хоккейной лиги прошел в столице Беларуси 30 января 2010 года на главном крытом стадионе страны  — Минск-Арене, который вмещает более 15 тысяч зрителей.
Как и первый «Матч звезд», прошедший годом ранее, в игре приняли участие команды Яшин-тим и Ягр-тим, в которых были собраны игроки-россияне и лучшие игроки-иностранцы соответственно. Исключением лишь стал Андрей Мезин, белорус по национальности, играл в команде Алексея Яшина, составленной из хоккеистов с российским гражданством.

## События, предшествовавшие матчу
Минск-Арена была построена в 2009 году специально для проведения Беларусью Чемпионата мира по хоккею 2014 года.

## Составы команд
| Команда Яшина                                | Команда Ягра                          |
| Вратари                                      |                                       |
| Георгий Гелашвили («Локомотив» Ярославль)    | Карри Рямё («Авангард» Омск)          |
| Андрей Мезин («Динамо» Минск)                | Майкл Гарнетт (ХК МВД Балашиха)       |
| Защитники                                    |                                       |
| Сергей Зубов (СКА Санкт-Петербург)           | Кевин Даллман («Барыс» Астана)        |
| Илья Никулин («Ак Барс» Казань)              | Сандис Озолиньш («Динамо» Рига)       |
| Виталий Атюшов («Металлург» Магнитогорск)    | Лассе Кукконен («Авангард» Омск)      |
| Дмитрий Калинин («Салават Юлаев» Уфа)        | Карел Рахунек («Динамо» Москва)       |
| Константин Корнеев (ЦСКА)                    | Дьюви Уэсткотт («Динамо» Минск)       |
| Антон Бабчук («Авангард» Омск)               | Мартин Штрбак (ХК МВД Балашиха)       |
| Нападающие                                   |                                       |
| Алексей Яшин («Локомотив» Ярославль)         | Яромир Ягр («Авангард» Омск)          |
| Алексей Морозов («Ак Барс» Казань)           | Марцел Хосса («Динамо» Рига)          |
| Максим Сушинский (СКА Санкт-Петербург)       | Маттиас Вейнхандль («Динамо» Москва)  |
| Александр Радулов («Салават Юлаев» Уфа)      | Бранко Радивоевич («Спартак» Москва)  |
| Данис Зарипов («Ак Барс» Казань)             | Вилле Пелтонен («Динамо» Минск)       |
| Денис Паршин (ЦСКА)                          | Джефф Плэтт («Динамо» Минск)          |
| Сергей Мозякин («Атлант» Московская область) | Иржи Гудлер («Динамо» Москва)         |
| Сергей Зиновьев («Салават Юлаев» Уфа)        | Крис Саймон («Витязь» Чехов)          |
| Алексей Терещенко («Салават Юлаев» Уфа)      | Патрик Торесен («Салават Юлаев» Уфа)  |
| Сергей Фёдоров («Металлург» Магнитогорск)    | Йозеф Вашичек («Локомотив» Ярославль) |
|                                              | Йозеф Штумпел («Барыс» Астана)        |
| Тренеры                                      |                                       |
| Вячеслав Быков («Салават Юлаев» Уфа)         | Барри Смит (СКА Санкт-Петербург)      |
| Игорь Захаркин («Салават Юлаев» Уфа)         | Кари Хейккиля («Локомотив» Ярославль) |
|                                              | Милош Ржига («Спартак» Москва)        |

• Жирным выделены игроки стартовых составов

## Конкурсы «Мастер-шоу»

### 1. Круг на скорость
«Команда Яшина»
- 1 Денис Паршин ЦСКА — 13.93 сек.
- 2 Алексей Терещенко — 14.21
- 3 Константин Корнеев — 14.88

«Команда Ягра»
- 1 Патрик Торесен «Салават Юлаев» — 14.06
- 2 Маттиас Вейнхандль «Динамо» (Москва) — 14.37
- 3 Джефф Плэтт «Динамо» (Минск) — 16.03

Результат: Победила «Команда Яшина», быстрее всех круг на скорость проехал Денис Паршин.

### 2. Бросок шайбы на дальность
«Команда Яшина»
- 1 Илья Никулин «Ак Барс»
- 2 Дмитрий Калинин «Салават Юлаев»
- 3 Сергей Зубов СКА

«Команда Ягра»
- 1 Йозеф Штумпел «Барыс»
- 2 Крис Саймон «Витязь»
- 3 Мартин Штрбак ХК МВД

Результат: Победила команда Яшина, самый дальний бросок совершил Дмитрий Калинин.

### 3. Эстафета "Змейка
«Команда Яшина»
- 1 Константин Корнеев ЦСКА
- 2 Виталий Атюшов «Металлург» Мг
- 3 Максим Сушинский СКА
- 4 Сергей Мозякин «Атлант»
- 5 Данис Зарипов «Ак Барс»

«Команда Ягра»
- 1 Лассе Кукконен «Авангард»
- 2 Кевин Даллмэн «Барыс»
- 3 Вилле Пелтонен «Динамо» Мн
- 4 Маттиас Вейнхандль «Динамо» М
- 5 Йозеф Вашичек «Локомотив»

Результат: Победила «Команда Яшина»

### 4. Броски на точность
«Команда Яшина»
- 1 Алексей Морозов «Ак Барс» — 4 из 5 — 6,37 сек
- 2 Алексей Яшин СКА — 4 из 8 — 11,81 сек
- 3 Сергей Федоров «Металлург» Мг — 4 из 8 — 12,06 сек

«Команда Ягра»
- 1 Йозеф Вашичек «Локомотив» — 4 из 10 — 12,96 сек
- 2 Яромир Ягр «Авангард» — 4 из 8 — 11,03 сек
- 3 Иржи Гудлер «Динамо» М — 4 из 9 — 13,53 сек

Результат: победила команда Яшина, лучший результат продемонстрировал Алексей Морозов

### 5. Сила броска
«Команда Яшина»
- 1 Дмитрий Калинин «Салават Юлаев» — 155,97 и 152,24 км/ч
- 2 Илья Никулин «Ак Барс» — 161,80 и 162,62
- 3 Антон Бабчук «Авангард» — 155,28 и 164,51

«Команда Ягра»
- 1 Мартин Штрбак ХК МВД — 158,85 и 162,81
- 2 Крис Саймон «Витязь» — 153,41 и 152,11
- 3 Карел Рахунек «Динамо» М — 151,61 и 165,28

Результат: победила команда Ягра, лучшая попытка — Карел Рахунек (165,28 км/ч)

### 6. Эффектный буллит
«Команда Яшина»
- 1 Алексей Морозов «Ак Барс» — не забил
- 2 Максим Сушинский СКА — гол
- 3 Алексей Яшин СКА — не забил
- 4 Сергей Федоров «Металлург» Мг — не забил
- 5 Сергей Мозякин «Атлант» — не забил

«Команда Ягра»
- 1 Йозеф Штумпел «Барыс» — гол
- 2 Маттиас Вейнхандль «Динамо» М — не забил
- 3 Марцел Хосса «Динамо» Р — гол
- 4 Вилле Пелтонен «Динамо» Мн — не забил
- 5 Яромир Ягр «Авангард» — не забил

Результат: победила команда Ягра, наиболее зрелищная попытка — Йозеф Штумпел.

### 7. Эстафета на скорость
«Команда Яшина»
- 1 Денис Паршин ЦСКА
- 2 Алексей Терещенко «Ак Барс»
- 3 Александр Радулов «Салават Юлаев»
- 4 Данис Зарипов «Ак Барс»
- 5 Константин Корнеев ЦСКА

«Команда Ягра»
- 1 Йозеф Вашичек «Локомотив»
- 2 Кевин Даллмэн «Барыс»
- 3 Патрик Торесен «Салават Юлаев»
- 4 Марцел Хосса «Динамо» Р
- 5 Джефф Плэтт «Динамо» Мн

Результат: победа команды Яшина

## Ход игры
Команда Яшина в Минске не смогла взять реванш у команды Яромира Ягра. Лучшие российские хоккеисты вновь уступили сильнейшим иностранным игрокам со счетом 8:11.
В прошлом году команда Яромира Ягра победила на Красной площади и, несмотря на то, что счет в таких встречах — не самое главное, целый год Алексей Яшин мечтал о том, чтобы взять реванш.
— Труднее всего придется вратарям, — предположил нападающий Сергей Фёдоров. — Все будут стараться забить, и делать это как можно чаще.
— А меня это не пугает, — отметил Георгий Гелашвили. — Конечно, придется нелегко и, наверняка, «сухими» сохранить ворота не получится, но самое главное, что я меня позвали на такую игру.
Стадион в Минске радовался голам 19 раз, так как до конца никто не смог определиться, кого же поддерживать в этой встрече. Местным любителям хоккея пришлось нелегко, ведь за обе сборные выступали представители минского «Динамо».
Команда ведомая Вячеславом Быковым повела в счете после того, как казанский «барс» Данис Зарипов на третьей минуте забросил первую шайбу, но затем Карри Рямё не пропускал на протяжении всего тайма, а его сборная провела четыре безответных гола, и ушла на перерыв, ведя в счете 4:1.
Второй период стал самым результативным — в нем было заброшено восемь шайб, и команда россиян сумела сократить разрыв в счете — 6:7.
В третьей двадцатиминутке легионеры, ведомые легендарным Яромиром Ягром снова ушли в отрыв, забросив в ворота «Сборной России». Две шайбы россияне отыграли, но большего добиться не сумели, несмотря на то, что последние минуты играли вшестером против пятерых соперников. Мало того, норвежец Патрик Торесен из Уфы имел возможность сделать хет-трик, но не реализовал буллит.

### Статистика
| 30 января 2010 | \| Команда Яшина \| 8 : 11 (1:4; 5:3; 2:4) \| Команда Ягра \| \| Зарипов (Бабчук) 02:05 Яшин (Зубов, Бабчук) 21:00 Фёдоров (Радулов, Калинин) 31:59 Сушинский (Яшин, Зубов) 34:52 Зубов (Бабчук, Терещенко) 38:33 Сушинский (Яшин) 39:34 Бабчук (Сушинский) 51:47 Морозов 54:30 \| Голы \| 07:32 Хосса 11:59 Торесен (Кукконен, Пелтонен) 13:32 Гудлер (Ягр, Вейнхандль) 14:52 Вейнхандль (Ягр, Гудлер) 26:14 Гудлер (Вейнхандль) 31:15 Штрбак (Ягр) 35:10 Хосса (Штумпел, Радивоевич) 40:33 Вашичек (Пелтонен) 44:27 Пелтонен (Хосса, Кукконен) 45:04 Торесен (Рахунек) 49:51 Ягр (Гудлер, Кукконен) \| | Минск-Арена Минск |
| Команда Яшина | 8 : 11 (1:4; 5:3; 2:4) | Команда Ягра |
| Зарипов (Бабчук) 02:05 Яшин (Зубов, Бабчук) 21:00 Фёдоров (Радулов, Калинин) 31:59 Сушинский (Яшин, Зубов) 34:52 Зубов (Бабчук, Терещенко) 38:33 Сушинский (Яшин) 39:34 Бабчук (Сушинский) 51:47 Морозов 54:30 | Голы | 07:32 Хосса 11:59 Торесен (Кукконен, Пелтонен) 13:32 Гудлер (Ягр, Вейнхандль) 14:52 Вейнхандль (Ягр, Гудлер) 26:14 Гудлер (Вейнхандль) 31:15 Штрбак (Ягр) 35:10 Хосса (Штумпел, Радивоевич) 40:33 Вашичек (Пелтонен) 44:27 Пелтонен (Хосса, Кукконен) 45:04 Торесен (Рахунек) 49:51 Ягр (Гудлер, Кукконен) |

| Команда Яшина | 8 : 11 (1:4; 5:3; 2:4) | Команда Ягра |
| Зарипов (Бабчук) 02:05 Яшин (Зубов, Бабчук) 21:00 Фёдоров (Радулов, Калинин) 31:59 Сушинский (Яшин, Зубов) 34:52 Зубов (Бабчук, Терещенко) 38:33 Сушинский (Яшин) 39:34 Бабчук (Сушинский) 51:47 Морозов 54:30 | Голы                   | 07:32 Хосса 11:59 Торесен (Кукконен, Пелтонен) 13:32 Гудлер (Ягр, Вейнхандль) 14:52 Вейнхандль (Ягр, Гудлер) 26:14 Гудлер (Вейнхандль) 31:15 Штрбак (Ягр) 35:10 Хосса (Штумпел, Радивоевич) 40:33 Вашичек (Пелтонен) 44:27 Пелтонен (Хосса, Кукконен) 45:04 Торесен (Рахунек) 49:51 Ягр (Гудлер, Кукконен) |